# Angeliera ischiensis
Angeliera ischiensis är en kräftdjursart som beskrevs av Schulz 1954. Angeliera ischiensis ingår i släktet Angeliera och familjen Microparasellidae. Inga underarter finns listade i Catalogue of Life.